# Стройков, Арсений Емельянович
Арсе́ний Емелья́нович Стройко́в (1890, предп. Москва — январь 1919, Малые Чапурники, Царицынская губерния) — русский рабочий, большевик, участник Гражданской войны.

## Биография
Арсений Стройков работал в Москве на металлургическом заводе Гужон (ныне «Серп и Молот»). С 1918 года член РКП(б). Был депутатом Рогожско-Симоновского райсовета. С 1918 года участвовал в Гражданской войне. Был политкомиссаром 2-й пешей бригады 1-й Стальной советской дивизии. Погиб в январе 1919 года в ходе Обороны Царицына в бою под Малыми Чапурниками.

## Память
В 1925 году в его честь был назван Страйковский переулок в Москве, образовавшийся при объединении Еремеевского и Стужина переулков. В 1979 году, после упразднения переулка, в его честь была названа Стройковская улица (ранее — Большая Угрешская улица).